# ایوان هورتادو
ایوان هورتادو (اسپانیایی: Iván Hurtado‎؛ زاده ۱۶ اوت ۱۹۷۴) یک بازیکن فوتبال اهل اکوادور است.

## تیم ملی
وی همچنین در تیم ملی فوتبال اکوادور بازی کرده است.